# Мамай (Біржан-сала район)
Мама́й (каз. Мамай) — село у складі району Біржан-сала Акмолинської області Казахстану. Адміністративний центр та єдиний населений пункт Мамайської сільської адміністрації.
Населення — 248 осіб (2021; 342 у 2009, 605 у 1999, 764 у 1989).
Національний склад станом на 1989 рік:
- казахи — 100 %.